# Chapultepec (kommun)
Chapultepec är en kommun i Mexiko. Den ligger i Tolucadalen i den centrala delen av delstaten Mexiko och cirka 65 km sydväst om huvudstaden Mexico City. Den administrativa huvudorten i kommunen Chapultepec är Chapultepec, med drygt 6 000 invånare år 2010. 
Kommunen hade sammanlagt 9 676 invånare vid folkräkningen 2010, och dess area är 12,62 kvadratkilometer. Chapultepec tillhör regionen Toluca.
Kommunpresient sedan 2016 är José Luis Ayala Somera från Nationella aktionspartiet (PAN).

## Orter
De fem största samhällena i Chapultepec var enligt följande vid folkräkningen 2010.
1. Chapultepec, 6 004 invånare.
2. Unidad Habitacional Santa Teresa, 2 602 invånare.
3. Colonia la Presa, 613 invånare.
4. Colonia el Ameyal, 151 invånare.
5. Rancho el Iris, 81 invånare.